# Seeder
Un seeder (del inglés seed, semilla) es un usuario que ha descargado un torrent y que ahora lo comparte para que el torrent esté a disposición de los demás usuarios. El antónimo de un seeder es un "leecher", estos son los usuarios que actualmente, estén descargando o no en ese momento el torrent, aún no lo tienen completo. En cuanto su descarga se completa se convierten en un "seeder" para ese archivo en concreto.
El nombre de "leecher" aquí es por lo tanto distinto de su significado habitual, se suele aplicar a usuarios que descargan más información de la que comparten en una red p2p, pero se ha extendido su uso adquiriendo este nuevo significado para el caso de los torrents.
Para que un archivo se descargue al cien por cien, debe haber por lo menos un seeder que esté compartiendo. Si otro usuario está descargando un archivo que aún no se ha descargado del todo, y lo comparte este usuario también es llamado un Peer.